# Vandit Records

Logo

Vandit Records is een onafhankelijk Duits platenlabel dat tranceplaten uitgeeft. Het label is opgericht en wordt beheerd door de Duitse dj Paul van Dyk. In 1999 begon het label en sindsdien hebben zeer grote namen uit het genre enkele van hun platen bij Vandit Records ondergebracht, waaronder Armin van Buuren, Tiësto, Agnelli & Nelson en Paul van Dyk zelf.

## Artiesten
- Paul van Dyk
- BT
- Jon O'Bir
- Nu NRG ( Andrea Ribeca & Giuseppe Ottaviani )
- Giuseppe Ottaviani
- Second Sun
- Kuffdam & Plant
- Filo & Peri
- Marc van Linden
- Des Mitchell
- The Thrillseekers
- Jam & Spoon
- Alibi (Tiësto & Armin van Buuren)
- Cirillo
- David Forbes
- Solid Sleep
- Ralphie B
- Three Drives
- Ghostland feat. Sinead O'Connor
- Revolution 9
- Aalto
- Modulation
- Starchaser
- G&M Project/Robert Gitelman
- Water Planet
- Agnelli & Nelson
- Castaneda
- Malte & Marc de Clarq
- Techno-Punk
- Jose Amnesia
- Infernal Machine
- Marcos
- Josh Gabriel
- Reflekt
- Jose Amnesia vs. Serp
- Thomas Bronzwaer
- Gerry Cueto/Solange
- Bill Hamel (bisher ohne Release)
- The Nomads
- Alex Morph
- Woody Van Eyden
- Chris Bekker